# Rufus Thomas
Rufus Tomas (Cayce, Mississippi, 26 maart 1917 — Memphis, Tennessee, 15 december 2001) was een Amerikaanse soulzanger. Hij is vooral bekend van zijn hits Walking the dog en Do the funky chicken. Hij was de vader van soulzangeres Carla Thomas.

## Biografie
Rufus Thomas werd op 26 maart 1917 in Cayce, Mississippi geboren als vijfde en jongste kind van een deelpachter. Toen hij twee jaar was vertrok het gezin naar Memphis, Tennessee, waar hij zijn hele leven zou blijven wonen.
Aanvankelijk wilde Thomas naar de universiteit, maar vanwege financiële redenen kwam hij in het artiestenleven terecht. In 1935 werd hij lid van de Rabbit Foot Minstrels, een zwarte vaudevillegroep waarmee hij door de Zuidelijke staten van de Verenigde Staten toerde. Nadat hij terugkeerde naar Memphis ging hij onder meer talentenjachten in nachtclubs presenteren. Zo ontmoette hij onder andere B.B. King, Bobby Bland en Ike Turner, die toen aan het begin van hun carrière stonden. Toen B.B. King alsmaar bekender begon te worden, verving Thomas hem in 1947 als diskjockey bij WDIA, een radiostation dat beheerd werd door Afro-Amerikanen. Dat werk zou hij tot 1974 blijven doen.
Zijn eerste plaatopname maakte Rufus Thomas in 1949. Het nummer I'll be your good boy werd echter geen hit. Het eerste nummer waarmee Thomas enige bekendheid verwierf was Bear cat uit 1953, een antwoordlied op Hound dog van Big Mama Thornton, maar later bekend geworden dankzij Elvis Presley. Bear cat werd een grote r&b-hit, maar Sam Phillips van Sun Records (het platenlabel waar Rufus Thomas werkzaam was) werd door de auteurs van Hound dog beschuldigd van plagiaat. Sun Records verloor de rechtszaak, hetgeen bijna het bankroet betekende voor dit label.
In 1959 nam Rufus Thomas het duet Cause I love you met zijn destijds 16-jarige dochter Carla Thomas op, wat de aftrap voor haar carrière betekende. Gedurende de jaren zestig scoorde zij twintig Amerikaanse hits, waarvan haar eerste: Gee whiz (Look at his eyes) de grootste was. Zelf scoorde Rufus Thomas in 1963 zijn grootste hit in de Verenigde Staten met Walking the dog, dat een top 10-hit werd in de Billboard Hot 100. Zijn nummer werd later opgenomen door The Rolling Stones op hun eerste album. In 1964 nam hij nog enkele singles op, maar dat werden slechts bescheiden hitjes.
In 1970 leefde het succes van Thomas weer even op toen het nummer Do the funky chicken een hit werd. Thomas was op dat moment 52 jaar. In Nederland bereikte het nummer de 30e plaats in de Top 40 en in Vlaanderen bereikte het de 23e plaats. Na nog een paar Amerikaanse hits, waarvan alleen (Do the) Push and pull nog in Nederland de tipparade bereikte, verdween Thomas' hitparadesucces weer. Ondanks zijn leeftijd bleef Thomas doorgaan met optreden. Dat leverde hem de bijnaam The World's Oldest Teenager op, hoewel hij liever de naam The World's Finest Teenager verkoos. In 1972 trad hij op op het grote festival Wattstax.
Vanaf eind jaren tachtig speelde Thomas nog in enkele films, waaronder een rolletje in Mystery Train. In de jaren negentig had hij tevens nog enkele succesvolle optredens en bleef hij nieuwe albums maken. Tot 2001 ging hij door met optreden en werd dat jaar opgenomen in de Blues Hall of Fame. Ook kreeg hij een plaats in de Mississippi Musicians Hall of Fame. Op 15 december 2001 overleed Thomas in St. Francis Hospital in Memphis aan hartfalen. Postuum werd hij in 2012 opgenomen in de Memphis Music Hall of Fame.

## Discografie

### Singles
| Single met eventuele hitnotering(en) in de Nederlandse Top 40 | Datum van verschijnen | Datum van binnenkomst | Hoogste positie | Aantal weken | Opmerkingen |
| ------------------------------------------------------------- | --------------------- | --------------------- | --------------- | ------------ | ----------- |
| Do the funky chicken                                          |                       | 20-6-1970             | 30              | 4            |             |
| (Do the) Push and Pull                                        |                       | 20-2-1971             | tip             |              |             |

| Single met hitnotering(en) in de Vlaamse Ultratop 50 | Datum van verschijnen | Datum van binnenkomst | Hoogste positie | Aantal weken | Opmerkingen      |
| ---------------------------------------------------- | --------------------- | --------------------- | --------------- | ------------ | ---------------- |
| Do the funky chicken                                 |                       | 1970                  | 23              |              | in de BRT Top 30 |